# VM180 ZAGATO
VM180 ZAGATOは、トヨタモデリスタインターナショナル（TMI）がトヨタ・MR-Sをベースに改造して販売したオープンカーである。

## 概要
当時のトヨタビスタ店とモデリスタのタイアップによるオリジナルカー第3弾として企画された。ウェブサイト上で2000年夏ごろからデザイン案が公開され、ユーザーの意見を参考に開発された。
外装デザインは、イタリアの名門カロッツェリアであるZAGATO（SZデザイン）のチーフデザイナー、原田則彦が担当した。ボディはAピラーとウィンドウガラス、ドアミラーを除いて、すべて新設計である。造型にはFRPが用いられ、ボディカラーはシルバーとレッドの2色が用意された。
搭載されるエンジンはベース車と同じ1ZZ-FE型であるが、吸排気系のライトチューンが行われ、マフラーも変更することで、ベースに対して15 PSパワーアップし、トルクも若干向上した。トランスミッションは5速MTと5速セミATの2種類を用意。オプションでスポーツサスペンションも設定された。エンジンや足回りの開発、および生産はトヨタテクノクラフトが担当した。
グレードは標準仕様のほかに、革張りシートなどが与えられる「ラグジュアリー仕様」も設定。限定100台が販売され、価格は398 - 450万円と、ベース車と比較して大幅に上昇した。